# Wiener Singverein

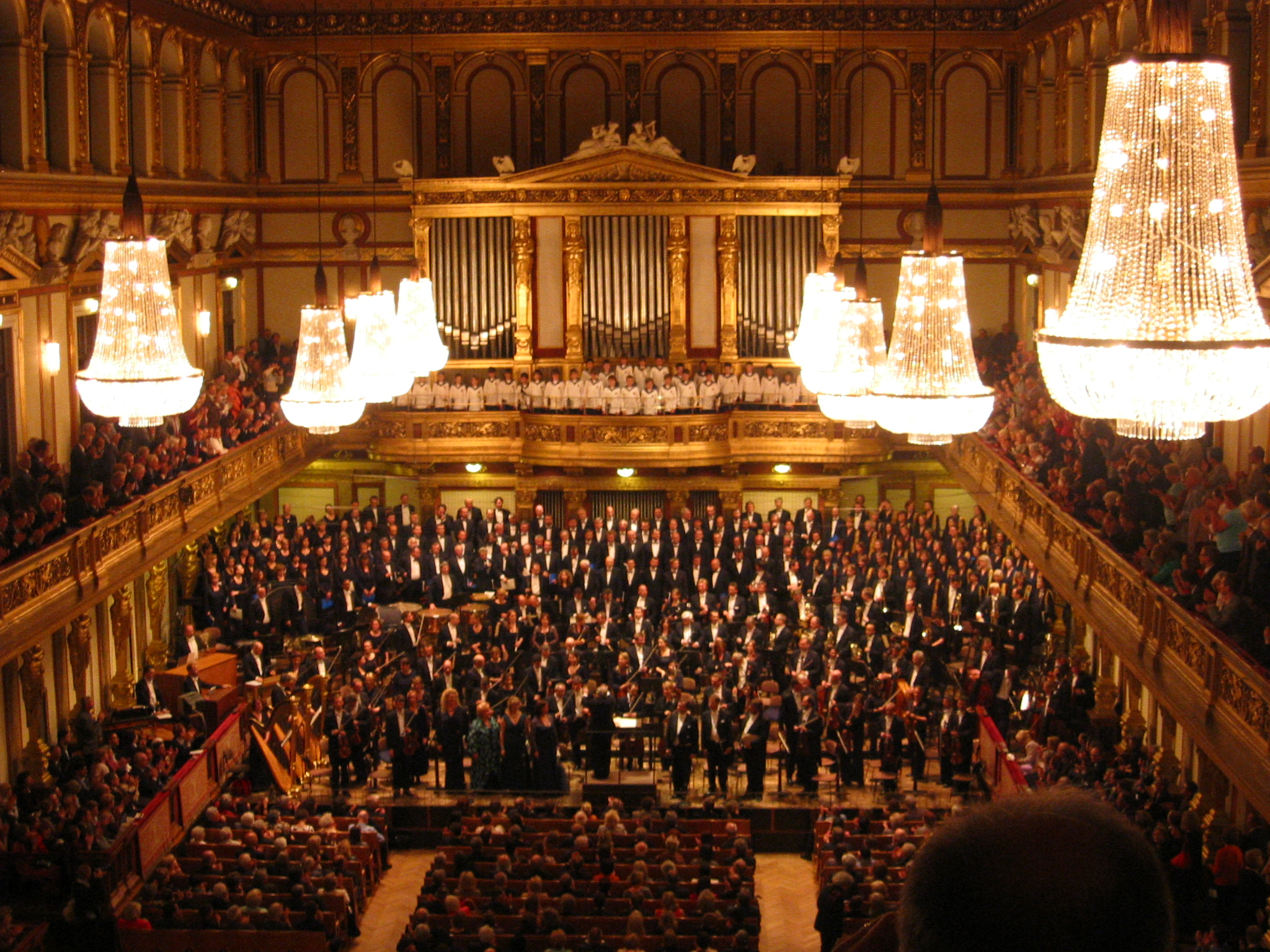
Sinfonie der Tausend (2009) Slovenský filharmonický zbor – Wiener Singverein – Staatskapelle Berlin – Pierre Boulez (Wiener Musikverein)

Wiener Singverein (nazwa oficjalna: Singverein der Gesellschaft der Musikfreunde in Wien) – austriacki chór, istniejący od ponad 200 lat. Założony w 1812 roku przez Antonio Salieriego.
Wykonuje utwory Händla, Mozarta, Schuberta, Johannesa Brahmsa i Gustava Mahlera.
Wiedeński Chór współpracował z samym Krzysztofem Pendereckim.

## Dyskografia
- Ludwig van Beethoven Symphonie Nr. 9 – Ode an die Freude (Wiener Philharmoniker – Christian Thielemann) – DVD
- Johannes Brahms Ein deutsches Requiem (Cleveland Orchestra – Franz Welser-Möst)
- Antonín Dvořák Requiem (Concertgebouw-Orchester – Mariss Jansons)
- Händel: Timotheus oder die Gewalt der Musik (Concentus Musicus Wien – Nikolaus Harnoncourt)
- Gustav Mahler Symphonie Nr. 2 – Auferstehung (Wiener Philharmoniker – Gilbert Kaplan)
- Gustav Mahler Symphonie Nr. 2 – Auferstehung (Wiener Philharmoniker – Pierre Boulez)
- Gustav Mahler Symphonie Nr. 3 (Bayerisches Staatsorchester – Zubin Mehta)
- Gustav Mahler Symphonie Nr. 3 (Wiener Philharmoniker – Boulez) – Grammy Awards 2004
- Otto Nicolai: Mondchor aus Die lustigen Weiber von Windsor (Sommernachtskonzert Pałac Schönbrunn 2010, Wiener Philharmoniker, F. Welser-Möst)
- Gioacchino Rossini: Petite Messe solennelle Aufzeichnung vom Mai 2013 – Orchestre National de France – Daniele Gatti
- Robert Schumann Manfred – Schauspielmusik (Tonkünstler Orchester NÖ – Bruno Weil)
- Franz Schmidt Das Buch mit sieben Siegeln (Wiener Philharmoniker – Harnoncourt)
- Franz Schmidt Das Buch mit sieben Siegeln (Tonkünstler Orchester NÖ – Kristian Järvi)
- Karol Szymanowski Symphonie Nr. 3 – Lied der Nacht (Wiener Philharmoniker – Pierre Boulez) – ECHO Klassik
- Richard Wagner Tristan und Isolde – Duett-Szenen (RSO Wien – Bertrand de Billy)